# Leistera hampsonia
Leistera hampsonia är en fjärilsart som beskrevs av George Thomas Bethune-Baker 1906. Leistera hampsonia ingår i släktet Leistera och familjen nattflyn. Inga underarter finns listade i Catalogue of Life.